# Camaegeria auripicta
Camaegeria auripicta är en fjärilsart som beskrevs av Embrik Strand 1914. Camaegeria auripicta ingår i släktet Camaegeria och familjen glasvingar. Inga underarter finns listade i Catalogue of Life.